# Krzysztof Dracz
Krzysztof Dracz (ur. 20 września 1961 w Brzegu Dolnym) – polski aktor teatralny, dubbingowy, telewizyjny, głosowy i filmowy, reżyser i scenarzysta.

## Życiorys
W 1984 ukończył studia na Wydziale Aktorskim we wrocławskiej filii PWST w Krakowie, dyplom w 1989. Jest profesorem sztuk teatralnych, zatrudniony na stanowisku profesora zwyczajnego we wspomnianej uczelni.
W latach 1984–2004 występował na scenie Teatru Polskiego we Wrocławiu. Od 2005 jest aktorem Teatru Dramatycznego w Warszawie. Występuje także w Teatrze Telewizji. Gra często epizodyczne role w polskich serialach. Od 2002 do 2021 słynął z wielu ról epizodycznych w serialu Świat według Kiepskich.
Laureat wielu nagród teatralnych, m.in. w 2006 otrzymał nagrodę Feliksa Warszawskiego za drugoplanową rolę męską w spektaklu Alina na zachód w Teatrze Dramatycznym, a w 2012 Nagrodę im. Aleksandra Zelwerowicza za najlepszą rolę męską w sezonie 2011/12 – rolę Jakuba S. w spektaklu W imię Jakuba S. w Teatrze Dramatycznym w Warszawie.

## Odznaczenia
- Złoty Krzyż Zasługi (5 lipca 2004)[3].

## Filmografia

### Filmy
- 1991: Ósmy krąg (Teatr Telewizji) – Stolarz
- 1992: Herkules i Stajnia Augiasza (Teatr Telewizji) jako Tantalos
- 1993: Gra o brzasku (Teatr Telewizji) – Van Bogner
- 1994: Polska śmierć – zastępca pułkownika
- 1995: Kasia z Heilbronnu (Teatr Telewizji) – Gottschaliik
- 1996: Improwizacje wrocławskie (Teatr Telewizji) – Boverio
- 1997: Farba – Ginekolog
- 1998: Kartoteka rozrzucona (Teatr Telewizji) – Chłop
- 1999: Ostatnia misja – informator Murana
- 2000: Czarodziejskie krzesiwo (Teatr Telewizji) – król
- 2001: Siedem dalekich rejsów (Teatr Telewizji) – August Leter
- 2002: Sfora: Bez litości – prokurator okręgowy
- 2003: Guanipa jako – lekarz
- 2004: W dół kolorowym wzgórzem – mecenas Wiesiek
- 2004: Długi weekend – major dowódca Bogdana
- 2005: Profesor – Ludwik
- 2005: Doskonałe popołudnie – Marek
- 2005: Komornik – Romański
- 2006: Hiena – policjant
- 2006: Co słonko widziało – Czajkowski
- 2007: Oskarżeni. Śmierć sierżanta Karosa (Scena Faktu Teatru Telewizji) – Cezary Towiński
- 2007: Generał polskich nadziei... Władysław Anders 1892–1970 – Ławrientij Beria
- 2008: Mała Moskwa – sekretarz PZPR
- 2009: Powidoki (Teatr Telewizji) – Włodzimierz Sokorski
- 2010: Mała matura 1947 – prokurator
- 2011: Sala samobójców – minister finansów
- 2011: 1920 Bitwa warszawska – Lew Trocki
- 2011: Hotel Lux – Beria
- 2011: Wyjazd integracyjny – naczelny „Świata Deserów”
- 2011: 80 milionów – Docent
- 2012: Daas – doktor
- 2013: Naturalni – psycholog
- 2013: Drogówka – Świtoń
- 2014: Jack Strong – generał Wojciech Jaruzelski
- 2014: Obywatel – dyrektor szkoły
- 2015: Karbala – oficer prokuratury Antczak
- 2017: Sztuka kochania – biskup Józef
- 2018: Zabawa, zabawa – Piotr
- 2022: Prorok – generał Wojciech Jaruzelski
- 2023: Znachor – karczmarz Rosenstein
- 2023: Doppelgänger. Sobowtór – pułkownik
- 2024: Napad – Szwed

### Seriale
- 1986: Na kłopoty… Bednarski – dżokej (odc. 4)
- 1988: Mistrz i Małgorzata – Piatnażko (odc. 2)
- 2000: Chłop i baba – Robert O.
- 2000: O czym szumią kierpce – Adolf Hitler
- 2001: Miodowe lata – Jerzy Grad (odc. 83)
- 2002: Sfora – prokurator okręgowy
- 2002–2021 Świat według Kiepskich[4] –
  - poseł (odc. 104),
  - Rodrigez (odc. 111),
  - mecenas Jerzy Bimbał (odc. 127),
  - Stefan Kozłowski (odc. 129),
  - facet od inicjatyw (odc. 136),
  - mgr Jan Kantyn Berbeć (odc. 141),
  - Zorro (odc. 147),
  - proboszcz (odc. 162),
  - Mistrz medytacji (odc.165),
  - magik Ricardo Santos „Diablo” Crossfallos Posampa (odc. 167),
  - inspektor PIBiHŻ Ireneusz Nabrzeżny (odc. 227),
  - Salomon Baba / Andrzej Kozłowski (odc. 253),
  - poseł Józef Szyszka (odc. 256),
  - inżynier Kozłowski (odc. 258),
  - mecenas (odc. 258, 482),
  - urzędnik (odc. 270),
  - minister Edgar Pacierz (odc. 276),
  - minister Kossak (odc. 281),
  - sprzedawca Stasiek (odc. 285, 306, 555),
  - Brus (odc. 311),
  - doktor Molęda (odc. 318),
  - pastor O’Hara (odc. 319),
  - reżyser Janusz Marini (odc. 329),
  - Jan Kobielak (odc. 336, 429),
  - Vittorio (odc. 341),
  - poseł (odc. 342),
  - profesor Twardowski (odc. 349),
  - wiedźma (odc. 351),
  - prof. Janusz Czardasz (odc. 351),
  - indiański wódz z westernu Wódz Manitu (odc. 353),
  - działacz Krzysztof Krawczyk (odc. 361),
  - Marian Paździoch pod postacią adwokata (odc. 363),
  - Fikuś (odc. 366),
  - działacz partyjny (odc. 368),
  - Paragwajski (odc. 369),
  - profesor (odc. 372),
  - Śmierć (odc. 374),
  - towarzysz Pietrucha (odc. 374)
  - mężczyzna (odc. 383),
  - anestezjolog dr Andrzej Częścik (odc. 385),
  - kucharz (odc. 389),
  - Janusz (odc. 390),
  - doktor (odc. 394),
  - terapeuta (odc. 396),
  - Stasio (odc. 397),
  - majster Kurdzielak (odc. 409),
  - ksiądz (odc. 416, 437, 439, 448, 457, 465, 477, 542, 559),
  - doktor Kochanek (odc. 425),
  - sprzedawca (odc. 427),
  - Stefano (odc. 431),
  - polityk (odc. 433),
  - mężczyzna (odc. 435),
  - profesor (odc. 436, 505, 510, 514),
  - Wiśniak (odc. 442)
  - Głupi Piotruś (odc. 446)
  - siostra Irena (odc. 456),
  - inż. Mąka (odc. 456),
  - Piszczyk (odc. 464),
  - babka z Klecinia (odc. 465),
  - Kurczynoga (odc. 466),
  - lekarz (odc. 472, 485, 533),
  - docent (odc. 474),
  - profesor Bronisław Wawrzyniec (odc. 476),
  - policjant (odc. 479),
  - Talarek (odc. 489),
  - Roman (odc. 494),
  - doktor Wiktor Frankenstein (odc. 495),
  - dziad (odc. 496),
  - klawikordzista (odc. 500),
  - prezes korporacji (odc. 503),
  - hipnotyzer (odc. 511),
  - Staszka (odc. 511),
  - Hitler (odc. 520),
  - Kieliszkowski (odc. 523),
  - Kościej (odc. 524),
  - Kobielak (odc. 525),
  - profesor Grzegorz Czyżyk (odc. 526),
  - prezydent (odc. 535),
  - poseł (odc. 538),
  - Kotlarczyk (odc. 547),
  - profesor Pączek (odc. 561),
  - antykwariusz (odc. 564),
  - brytyjski uczony (odc. 565),
  - tapicer Nowak (odc. 567),
  - profesor Ociepko (odc. 583),
  - profesor Masa Kasy (odc. 585),
  - Stasio (odc. 589)
- 2003–2007: Na Wspólnej – Piotr Szymczak
- 2003: Na dobre i na złe – Andrzej, mąż Anny
- 2003: Zaginiona – Igor Kryński
- 2004: Fala zbrodni – prokurator Leon Jastrzębski (odc. 13)
- 2004: Kryminalni – Zbigniew Kawecki, ojciec Maćka (odc. 9)
- 2009–2010: Pierwsza miłość – Mieczyslaw Bogucki
- 2004: Święta polskie – Proboszcz
- 2005: Biuro kryminalne – Teodor Wysocki
- 2005–2007 – Egzamin z życia – Karol Chełmicki
- 2006: Fałszerze – powrót Sfory – prokurator generalny Leman
- 2006: Mrok – Kazimierz Gajda
- 2007: Odwróceni – inspektor policji Tadeusz Feliniak
- 2008–2009: Rodzina zastępcza – Włodzimierz Kercz
- 2008: Agentki – Artur Muzyka
- 2009: Ranczo – gangster „Gufi” (odc. 47)
- 2009: Kulisy II wojny światowej – Ławrientij Beria
- 2009: Naznaczony – patolog (odc. 10)
- 2011: Usta usta – pracownik urzędu ds. cudzoziemców (odc. 31-32)
- 2012: Siła wyższa – mistrz buddyjski Tashi Ga
- 2012: Ojciec Mateusz – Maciej Tolak (odc. 108)
- 2014: Na krawędzi 2 – Waxman
- 2016: Druga szansa –
  - adwokat Moniki (odc. 1, 3),
  - prawnik stacji (odc. 15-16)
- 2018: Ucho prezesa – Jan, niedoszły premier z Krakowa (odc. 33)
- 2019–2020: Rodzinka.pl – Jan, ojciec Magdy
- 2020: Żywioły Saszy – Leon Ziębiński
- od 2023: Sługa Narodu – premier Cezary Kujawa
- 2023: Mój agent – Janusz Rymarz (odc. 12)

### Polski dubbing
- 2002: Eckhart – mysz o wielkim sercu – Mingo (odc. 12, 26)
- 2002: Kropelka – przygody z wodą
- 2004: Ekspres polarny – Konduktor
- 2005: Karol. Człowiek, który został papieżem – Julian Kordek
- 2005: Harry Potter i Czara Ognia – James Potter
- 2006: Lampy Podłogowe i tajemnicza wyspa – Fuscus
- 2006: Dżungla – Kazar
- 2007: Happy Wkręt – Szef krasnali
- 2007: Rodzinka Robinsonów – Frankie
- 2007: Wiedźmin –
  - alchemik Kalkstein
  - król Gonu
- 2007: Złoty kompas – Brat Pavel
- 2007: S.A.W. Szkolna Agencja Wywiadowcza
- 2008: Asterix na Olimpiadzie – Irytos
- 2008: Speed Racer – komentator Harold Lederman
- 2008: Piorun
- 2008: Łowcy smoków – Lord Arnold
- 2009: O, kurczę! – Trener Mackey
- 2009: Terra – Robot Giddy
- 2009: Księżniczka i żaba − Lawrence
- 2010: Alicja w Krainie Czarów – Biały Królik
- 2010: Disco robaczki – Tato „Funky” Wacek
- 2010: Konkurs kulinarny – Hank
- 2010: Psy i koty: Odwet Kitty
- 2011: Kung Fu Panda 2 – Lord Shen
- 2011: Przygody Tintina – Tajniak
- 2011: Afterfall: InSanity – AL.
- 2012: Gra o tron – Lord Varys
- 2012: Diablo III – Szaman
- 2012: Hotel Transylwania – Wilkołak Wayne
- 2012: Ralph Demolka – Król Karmel / Turbo
- 2013: Jack pogromca olbrzymów − Roderick
- 2013: Kraina lodu − Arcyksiążę von Szwądękaunt
- 2014: Diablo III: Reaper of Souls – Szaman
- 2014: Pan Peabody i Sherman – dyrektor Purdy
- 2014: Niesamowity Spider-Man 2 – doktor Kafka
- 2014: Pudłaki – Lord Portley-Rind
- 2014: Pingwiny z Madagaskaru – Dave
- 2015: BoJack Horseman – lekarz
- 2015: Heroes of the Storm – Nazebo / Szaman
- 2015: Fantastyczna Czwórka – Harvey Elder
- 2015: Hotel Transylwania 2 – Wayne
- 2016: Alicja po drugiej stronie lustra – Biały Królik
- 2016: Dzień Niepodległości: Odrodzenie – Jiang Lao
- 2016: Osobliwy dom pani Peregrine
- 2016: Trolle – Śliniak
- 2016: Overwatch – Zenyatta
- 2017: Brickleberry – Woodrow „Woody” Johnson
- 2017-nadal: Miasteczko South Park – 
  - Herbert Garrison (sezony VII-X, XX–XXI, XXIII, XXV–XXVI, odc. 112 – druga wersja, 118 – druga wersja, 125 – druga wersja, 308),
  - senator #3 (odc. 268),
  - Wayne Schroeder (odc. 269),
  - komentator (odc. 271),
  - Duńczyk #3 (odc. 272),
  - Dave Beckett (odc. 277),
  - staruszek #1 (odc. 282),
  - Rudy Giuliani (odc. 303),
  - szeryf w serialu Ludzie kraby (odc. 306)
- 2017: Piękna i Bestia – Maurycy
- 2020: Mulan – Cesarz
- 2021: Co w duszy gra – Heniu[5]
- 2021: A gdyby…? – Abraham Erskine
- 2022: Overwatch 2 – Zenyatta